# Mezilesí (district de Pelhřimov)
Pour les articles homonymes, voir Mezilesí.
Mezilesí (en allemand : Mesoles) est une commune du district de Pelhřimov, dans la région de Vysočina, en République tchèque. Sa population s'élevait à 115 habitants en 2020.

## Géographie
Mezilesí se trouve à 24 km au nord-ouest de Pelhřimov, à 49 km au nord-ouest de Jihlava et à 70 km au sud-est de Prague.
La commune est limitée par Načeradec (région de Bohême-du-Sud) au nord, par Lukavec au nord et à l'est, par Salačova Lhota et Techobuz au sud et par Smilovy Hory (région de Bohême-Centrale) à l'ouest.

## Histoire
La première mention écrite du village date de 1352.

## Transports
Par la route, Mezilesí se trouve à 10 km de Pacov, à 26 km de Pelhřimov, à 62 km de Jihlava à 90 km de Prague.